# Billy Guy

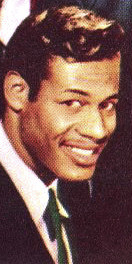
Billy Guy

Billy Guy (eigentlich Frank Phillips; * 20. Juni 1936 in Attasca, Texas; † 5. November 2002) war ein Rock-’n’-Roll- und Rhythm-and-Blues-Sänger.
Guy war 1955 eines der Gründungsmitglieder der Coasters, bei deren Aufnahmen er den Baritongesang beisteuerte. Er war dafür bekannt immer einen Witz oder eine tolle Geschichte parat zu haben. Solche Witze und Geschichten gibt er auch auf seinem einzigen Soloalbum The Tramp Is Funky, das 1972 erschien, zum besten. 1980 spielte Guy dann zusammen mit Will „Dub“ Jones in der Revival-Band „The World Famous Coasters“.